# 전국민 드루와
《전국민 드루와》는 MBN에서 방송된 대한민국의 예능 텔레비전 프로그램이다.

## 기획 의도
토크부터 노래, 그리고 심사까지 모든 것이 차 안에서 펼쳐지는 노래쇼 프로그램.

## 방송 일정
| 방송 채널 | 방송 기간                        | 방송 시간                           | 비고 |
| --------- | -------------------------------- | ----------------------------------- | ---- |
| MBN       | 2020년 5월 31일 ~ 2020년 6월 7일 | 매주 일요일 밤 9시 20분 ~ 10시 50분 |      |
| MBN       | 2020년 6월 15일 ~ 2020년 8월 3일 | 매주 월요일 밤 11시 ~ 12시 30분     |      |

## 출연자
- 이수근
- 붐

## 에피소드 목록

### 시즌1 (2020년)
| 회차 | 방송 일시 | 스페셜 MC | 총 수익금   | 유명인 게스트                                                                    | 비고 |
| ---- | --------- | --------- | ----------- | -------------------------------------------------------------------------------- | ---- |
| 1회  | 5월 31일  | 홍진영    | 5,900,000원 | - 함소원 - 클론                                                                  |      |
| 2회  | 6월 7일   | 인순이    | 1,300,000원 | - 박남정 - 크리스티나 콘팔로니에리                                               |      |
| 3회  | 6월 15일  | 김완선    | 4,300,000원 | - 박구윤 - 김경진 & 전수민 - 둘째이모 김다비 - 오마이걸 (효정, 미미, 유아, 승희) |      |
| 4회  | 6월 22일  | 진성      | 2,700,000원 | - 임주리 & 재하 (이진호) - 김철민                                                |      |
| 5회  | 6월 29일  | 양동근    |             | - 김철민 - 김용명 - 김국환 - 안지현                                              |      |
| 6회  | 7월 6일   | 김수미    | 3,800,000원 | - 현미 - 박해미 - MC그리 - 강남 - 오나미, 남창희, 김승혜 - 박완규                |      |
| 7회  | 7월 13일  | 김수미    | 3,800,000원 | - 하현곤 & 하리수 - 제이블랙 & 마리                                              |      |
| 7회  | 7월 13일  | 노사연    | 3,900,000원 | - 안성훈 - 김현정                                                                |      |
| 8회  | 7월 20일  | 김종민    | 3,000,000원 | - 신지 - 빽가 - 태진아 - 천명훈                                                  |      |
| 9회  | 7월 27일  | 남상일    | 3,000,000원 | - 김미려 - 홍석천 - 채연                                                         |      |
| 10회 | 8월 3일   | 태진아    | 3,000,000원 | - 김장훈 - 브라이언 - 남창희                                                     |      |

## 제작진
- CP : 남성현
- 연출 : 남성현, 이준희, 김지윤, 이주리, 박정우, 심성원, 유재현
- 작가 : 조은영, 차지영, 우수진, 김지예, 정금옥, 이하늘, 정겨운, 이유진

## 같이 보기
- 드라이브스루